# Sørfold
Sørfold é uma comuna da Noruega, com 1 653 km² de área e 2 184 habitantes (censo de 2004).